# 津島佑子
津島 佑子（つしま ゆうこ、1947年3月30日 - 2016年2月18日）は、日本の小説家。本名は津島 里子（つしま さとこ）。
東京都北多摩郡三鷹町（現在の三鷹市）生まれ。太宰治と津島美知子の次女。実姉は元衆議院議員で厚生大臣を2度務めた津島雄二の妻・津島園子。作家・太田治子は異母妹、衆議院議員・津島淳は甥にあたる。白百合女子大学英文科を卒業した。『謝肉祭』で文壇に登場した。父、兄、長男との死別から「不在の者」をモチーフに、人間関係における孤絶と連帯の実相を追求し、高い評価を受けた。現代文学（昭和後期から平成）を代表する作家の一人である。また、作品は英語・フランス語・ドイツ語・イタリア語・オランダ語・アラビア語・中国語などに翻訳されており、国際的にも評価が高い。

## 来歴・人物
1歳のとき父を失い、母子家庭に、さらに12歳のとき3歳上の実兄が病没し、母・姉と"女系家族"に育つ。白百合学園中学校・同高等学校を経て、1966年、白百合女子大学文学部英文科に進学。在学中、ガリ版同人誌『よせあつめ』を創刊。処女作『手の死』『夜の……』を発表。同年「文芸首都」会員となる。1967年、成人式を迎えるに際して山梨県の富士五湖を訪れ、父の文学碑を見る。白百合大学大学卒業後、1969年4月、明治大学大学院（英文学専攻）に入学するが、講義にはほとんど出席しなかった。。
1970年11月、結婚により財団法人放送番組センターを退社した。1971年、第一作品集『謝肉祭』を刊行した。この時期は母子家庭のテーマを繰り返し描く。1972年5月、長女・香以（石原燃）を出産した。後年夫とは不和となり離婚した。その後津島には新たな私生活のパートナーとなる男性が現れたが、この男性とは再婚せず別離。またこの男性との間に1976年8月、長男を出産するが、長男は1985年3月に呼吸発作のため死去した。この体験は後に『夜の光に追われて』『真昼へ』などの作品の主題となる。
1991年、湾岸戦争への自衛隊派遣に抗議し、柄谷行人、中上健次、田中康夫らとともに『湾岸戦争に反対する文学者声明』を発表した。
1991年10月、パリ大学国立東洋言語文化研究所に招聘され、翌年6月まで日本の近代文学を講義した。
1998年、構想から5年をかけた作品『火の山―山猿記』を完成させた。家族、生と死、言葉の隔たりといったそれまでのテーマを集大成し谷崎潤一郎賞・野間文芸賞を受賞した。この作品は後に2006年4月から放送のNHK連続テレビ小説『純情きらり』の原案となった。
2000年から2015年まで川端康成文学賞選考委員、2000年から2014年まで野間文芸賞選考委員、2002年から2012年まで読売文学賞選考委員、2007年から2014年まで朝日賞選考委員をそれぞれ務めた。
2016年2月18日16時10分、肺がんのため東京都の病院で死去。68歳没。

## 父・太宰治について
『山のある家　井戸のある家』で次のように記している。
『透明空間が見える時』では、「また、これは私の個人的な事情なのだが、太宰治の作品だけは、その人が私の父親であることから、かなり早くから読みはじめていた。（中略）芥川や谷崎の愛読者であった私は、太宰の作品をも芥川と同列のところに並べて読んでいた。すなわち、価値をすでに見いだされて、教科書にも載るような作家として読んでいたわけで、時代背景の生き生きした臨場感はほとんど味わうことはなかった。」と記している。

## 主な受賞作品
- 1976年 - 『葎の母』　第16回田村俊子賞
- 1977年 - 『草の臥所』　第5回泉鏡花文学賞
- 1978年 - 『寵児』　第17回女流文学賞[3]
- 1979年 - 『光の領分』　第1回野間文芸新人賞[3]
- 1983年 - 「黙市」　第10回川端康成文学賞[3]
- 1987年 - 『夜の光に追われて』　第38回読売文学賞[3]
- 1988年 - 『真昼へ』　第17回平林たい子文学賞
- 1995年 - 『風よ、空駆ける風よ』　第6回伊藤整文学賞
- 1998年 - 『火の山―山猿記』　第34回谷崎潤一郎賞[2]、第51回野間文芸賞[2]
- 2001年 - 『笑いオオカミ』　第28回大佛次郎賞
- 2005年 - 『ナラ・レポート』　平成16年度芸術選奨文部科学大臣賞[2]、第15回紫式部文学賞[2]
- 2012年 - 『黄金の夢の歌』　第53回毎日芸術賞

## 家族・親族
- 祖父 - 石原初太郎（地質学者）
- 父 - 太宰治
- 母 - 津島美知子
- 姉 - 津島園子（政治家・津島雄二の妻）
- 異母妹 - 太田治子（作家）
- 娘 - 石原燃（劇作家・本名：津島香以）
- 甥 - 津島淳（政治家）

### 略系図
○出典
|      |      |      |      |        |        | 石原初太郎 |            |            |            |            |            |          |          |      |      |      |      |                     |                     |                     |                     |                     |                     |                   |                   |          |          |          |          |          |          |          |          |          |          |          |          |
|      |      |      |      |        |        |            |            |            |            |            |            |          |          |      |      |      |      |                     |                     |                     |                     |                     |                     |                   |                   |          |          |          |          |          |          |          |          |          |          |          |          |
|      |      |      |      |        |        | 津島美知子 | 津島美知子 | 津島美知子 | 津島美知子 | 津島美知子 | 津島美知子 |          |          |      |      |      |      | 津島修治 （太宰治） | 津島修治 （太宰治） | 津島修治 （太宰治） | 津島修治 （太宰治） | 津島修治 （太宰治） | 津島修治 （太宰治） |                   |                   |          |          |          |          |          |          | 太田静子 | 太田静子 | 太田静子 | 太田静子 | 太田静子 | 太田静子 |
|      |      |      |      |        |        | 津島美知子 | 津島美知子 | 津島美知子 | 津島美知子 | 津島美知子 | 津島美知子 |          |          |      |      |      |      | 津島修治 （太宰治） | 津島修治 （太宰治） | 津島修治 （太宰治） | 津島修治 （太宰治） | 津島修治 （太宰治） | 津島修治 （太宰治） |                   |                   |          |          |          |          |          |          | 太田静子 | 太田静子 | 太田静子 | 太田静子 | 太田静子 | 太田静子 |
|      |      |      |      |        |        |            |            |            |            |            |            |          |          |      |      |      |      |                     |                     |                     |                     |                     |                     |                   |                   |          |          |          |          |          |          |          |          |          |          |          |          |
|      |      |      |      |        |        |            |            |            |            |            |            |          |          |      |      |      |      |                     |                     |                     |                     |                     |                     |                   |                   |          |          |          |          |          |          |          |          |          |          |          |          |
| 園子 | 園子 | 園子 | 園子 | 園子   | 園子   |            |            | 津島雄二   | 津島雄二   | 津島雄二   | 津島雄二   | 津島雄二 | 津島雄二 | 正樹 | 正樹 | 正樹 | 正樹 | 正樹                | 正樹                | 里子 （津島佑子）   | 里子 （津島佑子）   | 里子 （津島佑子）   | 里子 （津島佑子）   | 里子 （津島佑子） | 里子 （津島佑子） | 太田治子 | 太田治子 | 太田治子 | 太田治子 | 太田治子 | 太田治子 |          |          |          |          |          |          |
| 園子 | 園子 | 園子 | 園子 | 園子   | 園子   |            |            | 津島雄二   | 津島雄二   | 津島雄二   | 津島雄二   | 津島雄二 | 津島雄二 | 正樹 | 正樹 | 正樹 | 正樹 | 正樹                | 正樹                | 里子 （津島佑子）   | 里子 （津島佑子）   | 里子 （津島佑子）   | 里子 （津島佑子）   | 里子 （津島佑子） | 里子 （津島佑子） | 太田治子 | 太田治子 | 太田治子 | 太田治子 | 太田治子 | 太田治子 |          |          |          |          |          |          |
|      |      |      |      |        |        |            |            |            |            |            |            |          |          |      |      |      |      |                     |                     |                     |                     |                     |                     |                   |                   |          |          |          |          |          |          |          |          |          |          |          |          |
|      |      |      |      |        |        |            |            |            |            |            |            |          |          |      |      |      |      |                     |                     |                     |                     |                     |                     |                   |                   |          |          |          |          |          |          |          |          |          |          |          |          |
|      |      |      |      | 津島淳 | 津島淳 | 津島淳     | 津島淳     | 津島淳     | 津島淳     |            |            |          |          |      |      |      |      |                     |                     | 香以 （石原燃）     | 香以 （石原燃）     | 香以 （石原燃）     | 香以 （石原燃）     | 香以 （石原燃）   | 香以 （石原燃）   | 男子     | 男子     | 男子     | 男子     | 男子     | 男子     |          |          |          |          |          |          |

## 著作

### 小説
- 『謝肉祭』河出書房新社、1971年11月30日。NDLJP:12564570。(要登録)
  - 『謝肉祭』河出書房新社〈河出文庫〉、1981年6月4日。NDLJP:12564821。(要登録)
- 『童子の影』（河出書房新社 1973）のち集英社文庫
- 『生き物の集まる家』（新潮社 1973）
- 『我が父たち』（講談社 1975）のち文庫
- 『葎の母』（河出書房新社 1975）のち文庫
- 『草の臥所』（講談社 1977）のち文庫
- 『歓びの島』（中央公論社 1978）のち文庫
- 『寵児』（河出書房新社 1978）のち文庫、講談社文芸文庫
- 『氷原』（作品社 1979）
- 『光の領分』（講談社 1979）のち文庫、文芸文庫
- 『最後の狩猟』（作品社 1979）
- 『燃える風』（中央公論社 1980）のち文庫
- 『山を走る女』（講談社 1980）のち文庫、文芸文庫
- 『水府』（河出書房新社 1982）のち文庫
- 『火の河のほとりで』（講談社 1983）のち文芸文庫
- 『黙市』（新潮社 1984）のち文庫
- 『逢魔物語』（講談社 1984）のち文芸文庫
- 『夜の光に追われて』（講談社 1986）のち文芸文庫
- 『真昼へ』（新潮社 1988）のち文庫
- 『夢の記録』（文藝春秋 1988）
- 『草叢 自選短篇集』（学藝書林 1989）

収録作品「蝉を食う」「粒子」「透明な犬」「林間学校」「基地」
「草叢」「空中ブランコ」「静かな行進」「廻廊」「夢の道」「野一面」
- 『溢れる春』（新潮社 1990）
- 『大いなる夢よ、光よ』（講談社 1991）
- 『かがやく水の時代』（新潮社 1994）
- 『風よ、空駆ける風よ』（文藝春秋 1995）
- 『火の山―山猿記』（講談社 1998）のち文庫
- 『私』（新潮社 1999）
- 『笑いオオカミ』（新潮社 2000）
- 『ナラ・レポート』（文藝春秋 2004）のち文庫
- 『あまりに野蛮な』（講談社、2008）のち文芸文庫
- 『電気馬』（新潮社 2009）
- 『黄金の夢の歌』（講談社 2010）のち文庫
- 『葦舟、飛んだ』（毎日新聞社 2011）
- 『ヤマネコ・ドーム』（講談社 2013）のち文芸文庫
- 『ジャッカ・ドフニ 海の記憶の物語』（集英社 2016）のち文庫
- 『半減期を祝って』（講談社 2016）
- 『狩りの時代』（文藝春秋 2016）のち文庫

### 随筆
- 『透明空間が見える時』（青銅社 1977）
- 『夜のティー・パーティ』（人文書院 1979）
- 『夜と朝の手紙』（海竜社 1980）
- 『小説のなかの風景』（中央公論社 1982）
- 『私の時間』（人文書院 1982）
- 『幼き日々へ』（講談社 1986）
- 『本のなかの少女たち』（中央公論社 1989、中公文庫 1994、講談社文芸文庫 2025）
- 『伊勢物語/土佐日記 古典の旅2』（講談社 1990）
  - 『「伊勢物語」「土佐日記」を旅しよう』講談社文庫 1998
- 『アニの夢 私のイノチ』（講談社 1999）
- 『快楽の本棚 言葉から自由になるための読書案内』（中公新書 2003）
- 『女という経験』（平凡社 2006）
- 『夢の歌から』（インスクリプト 2016）

### 作品集
- 『津島佑子コレクション』全5巻（人文書院、2017-2018）

大いなる夢よ、光よ
悲しみについて
夜の光に追われて
ナラ・レポート
笑いオオカミ

### 共著・編
- 『何が性格を作るか 性格学講義』（宮城音弥との対談 朝日出版社レクチャーブックス 1979）
- 『キャリアと家族』（マーガレット・ドラブルとの対談 高野フミ共訳 岩波ブックレット 1990）
- 『蜻蛉日記・更級日記・和泉式部日記　新潮古典文学アルバム』三角洋一編（新潮社、1991）、エッセイ
- 『日本の名随筆 別巻 77 嫉妬』編（作品社 1997）
- 『津島佑子・金井美恵子・村田喜代子』女性作家シリーズ（角川書店 1998）
※『草の臥所』、『水府』、『黙市』、『夢の記録』を収録
- 『山のある家 井戸のある家 東京ソウル往復書簡』（申京淑共著、キム・フナ訳 集英社 2007）
- 『トーキナ・ト　ふくろうのかみのいもうとのおはなし』（杉浦康平構成 福音館書店 2008）
- 『いまこそ私は原発に反対します。』 「「夢の歌」から」(日本ペンクラブ編、平凡社、2012)

翻訳
- クリステン・ビヨンケア『愛の時代』（福井信子共訳 福武書店 1990）
- 『うつほ物語　少年少女古典文学館』（講談社 1992、新版2009）

現代語訳、他は干刈あがた「堤中納言物語」　

### 作家論
- 『津島佑子－土地の記憶、いのちの海』（河出書房新社 2017）
- 川村湊「津島佑子　光と水は地を覆えり」（インスクリプト 2018）
- 川村湊編『現代女性作家読本3 津島佑子』（鼎書房 2005）
- 『津島佑子』（庄司肇コレクション9／沖積舎 2003）
- 井上隆史編『津島佑子の世界』（水声社 2017）

## 翻訳
- Child of fortune（寵児、英語）Geraldine Harcourt, Kodansha International, 1983／Penguin Classics, 2018
- L'enfant de fortune（寵児、仏語） Rose-Marie Fayolle, Des Femmes, c1985
- Kind van de wind（寵児、蘭語）Kathleen Rutten, De Geus, 1985
- Territoire de la lumière（光の領分、仏語）Anne et Cécile Sakai, Des Femmes, c1986
- Au bord du fleuve de feu（火の河のほとりで、仏語）Rose-Marie Fayolle , Des Femmes, c1987
- Les marchands silencieux（黙市、仏語）Rose-Marie Fayolle. Des femmes, c1988
- The shooting gallery and other stories （短編選集、英語） Geraldine Harcourt. London : Women’s Press, 1988.
- Poursuivie par la lumière de la nuit（夜の光に追われてk、仏語）Rose-Marie Fayolle, Des Femmes, c1990
- Domein van het licht（光の領分、蘭語）Noriko de Vroomen en Han Timmer Meulenhoff, c1990
- Woman running in the mountains（山を走る女）Geraldine Harcourt. New York : Pantheon Books, c1991.
- Lichtkreise（光の領分、独語）Heinrich Reinfried．Theseus, c1991,
- Il figlio della fortuna（寵児、伊語）Maria Terasa Orsi．Giunti, c1991
- La femme qui court dans la montagne （山を走る女、仏語）Liana Rosi．Albin Michel, c1995
- Ô vent, ô vent qui parcours le ciel （風よ、空駆ける風よ、仏語） Ryôji Nakamura et Renê de Ceccatty．Seuil, c1995
- Vous, rêves nombreux, toi, la lumière! （大いなる夢よ、光よ、仏語）Karine Chesneau - Philippe Picquier, c1997
- The Shooting Gallery: & Other Stories（射的〜短編集、英語）, New Directions Publishing Corporation, 1997

収録作品：
- A sensitive season「発情期」
- South wind「南風」
- The silent traders「黙市」
- The chrysanthemum beetle「菊虫」
- Missing「行方不明」
- The shooting gallery「射的」
- Clearing the thickets「草叢」
- An embrace「抱擁」

- タイ語訳「光の領分」2000
- 微笑的狼（笑いオオカミ、中国語） 竺家荣 [訳] 中国文联出版社, 2001
- 나（私、韓国語）김훈아(キム・フナ), 문학과지성사(文学と知性社), 2003
- 웃는 늑대（笑いオオカミ、韓国語）김훈아, 문학동네(文学トンネ), c2008
- 불의 산（火の山―山猿記、韓国語）김훈아, 문학과지성사, 2008
- Album de rêves（夢の記録、仏語）, Le Seuil, 2009
- Laughing wolf（笑いオオカミ、英語）Dennis Washburn, Monograph, 2011
- 묵시（默市、韓国語）김훈아, 문학동네, 2013
- Territory of Light（光の領分、英語）, Penguin Classics, 2017
- Of Dogs and Walls（犬と塀について、英語）Geraldine Harcourt, Penguin Classics, 2018
- Jestem, tęsknię, mówię (私、ポーランド語) Państwowy Instytut Wydawniczy, 2018
- Uśmiechnięty wilk（笑いオオカミ、ポーランド語）Państwowy Instytut Wydawniczy, 2023

## 関連番組

### ラジオ
- 『こころをよむ』「死に向き合って生きる 第12回 津島佑子『夜の光に追われて』」（2025年6月22日、NHKラジオ第2、解説：島薗進）[11]